# Вујица Решин Туцић
Вујица Решин Туцић (Меленци, 17. јул 1941 — Нови Сад, 28. новембар 2009) био је српски књижевник, визуелни уметник, уредник, есејиста, један од најзначајнијих чланова неоавангардног покрета у Југославији током шездесетих и седамдесетих година 20. века (Нова уметничка пракса).

## Биографија
Уређивао је часописе "Улазница" (Зрењанин), "Даље" (Сарајево) и "Тиса" (Нови Бечеј). 1977. покренуо је часопис „Адреса“, један од најзначајнијих неоавангардних часописа на овим просторима. Радио је најпре у библиотеци Радија Новог Сада, а потом и као драматург у драмском програму исте медијске куће. Због своје уметничке активности и неконформизма био је маргинализован и прогањан у време комунистичке власти, која га је држала за анархисту. Током 1972. и 1973. против њега су била покренута два кривична процеса: „због прекршајног дела вређања социјалистичко-патриотских осећања грађана“ у Општинском суду у Зрењанину и „за кривично дело непријатељске пропаганде“ у Окружном суду у Новом Саду. По овом другом основу претила му је казна до 12 година строгог затвора, али је процес обустављен на интервенцију Оскара Давича. Маргинализација у културним институцијама се наставља и касније, током деведесетих, прећуткивањем и игнорисањем, као и код свих уметника чија се пракса није уклапала у владајућу националистичку парадигму.
Почетком деведесетих основао је и водио књижевну школу Традиција авангарде (Београд, 1993—95), из које је настала уметничка група Магнет.
Његови радови излазе изван оквира традиционалне поделе уметности, па тако у извођење својих песама уноси елементе филма, глуме и перформанса, што је у оно време код нас била експериментална и пионирска активност.
Отац је песника млађе генерације Синише Туцића.

## Награде
- Награда „Печат вароши сремскокарловачке”, за песму „Дојиље смрти”, 1969.[1][2]
- Награда „Павле Марковић Адамов”, за песнички опус. 1989.[1][2]
- Награда „Васко Попа”, за збирку песама Гнездо параноје, 2007.[1][2]

## Дела
Објавио је 12 песничких књига.
1. Јаје у челичној љусци, песме, 1970.
2. Сан и критика, песме, 1977.
3. Слово је пукло, есеји, 1978.
4. Простак у ноћи, песме, 1979.
5. Реформ гротеск, песме, 1983.
6. Хладно чело, есеји, 1983.
7. Снег веје, љубав је вечна, песме, 1990.
8. Страхоте подземља, роман, 1991.
9. Стругање маште, сабрана дела, 1991.
10. Играч у свим правцима, избор из поезије, 2001.
11. Време фантома, критике, 2005.
12. Гнездо параноје, песме, 2007.